# Contea di Santa Fiora
La contea di Santa Fiora, insieme a quella di Sovana, era uno dei due piccoli Stati in cui furono suddivisi nel 1274 i possedimenti della famiglia Aldobrandeschi che occupavano parte del territorio della Toscana meridionale.

## Storia

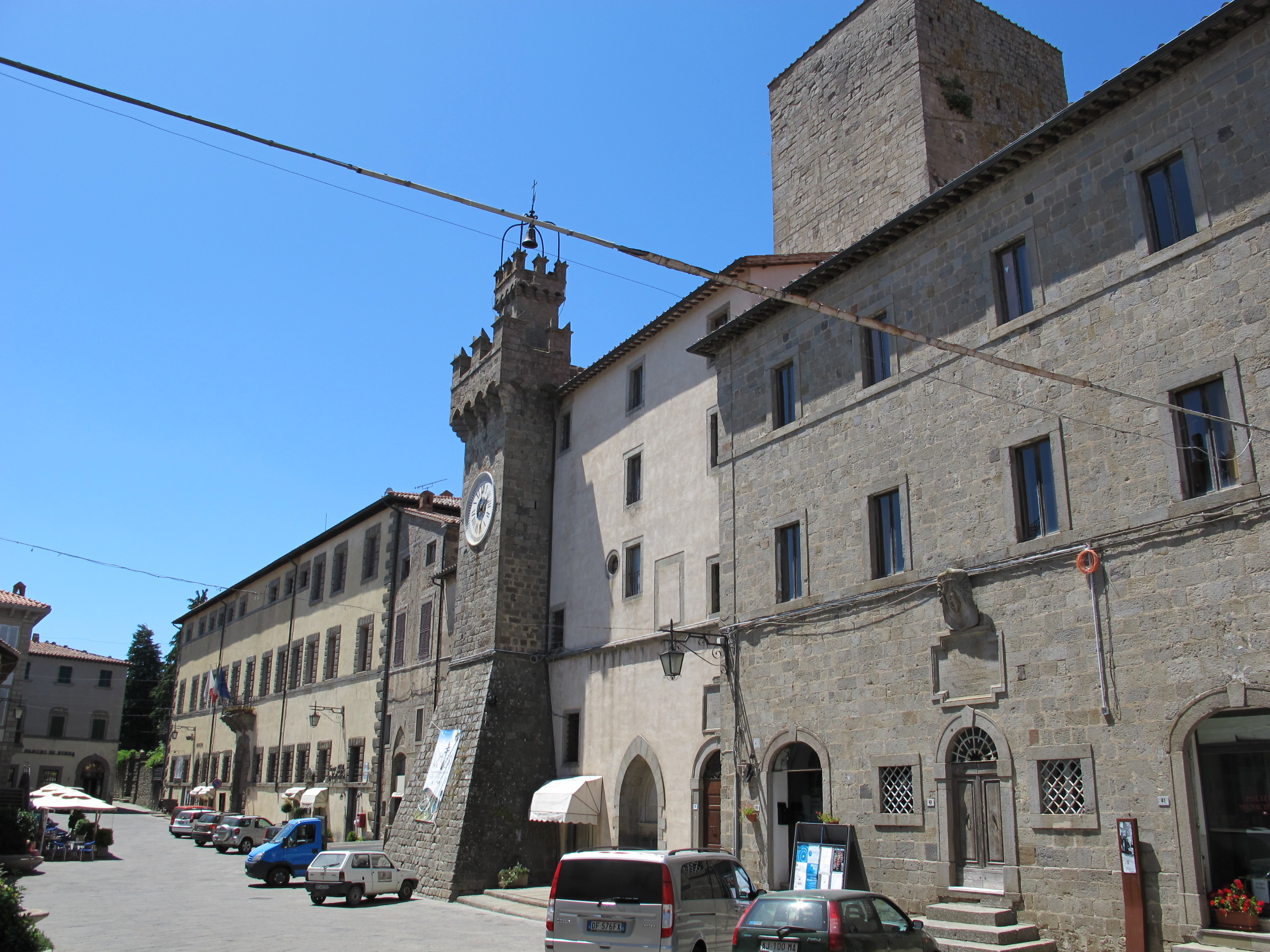
Santa Fiora, la rocca aldobrandesca e palazzo Sforza Cesarini

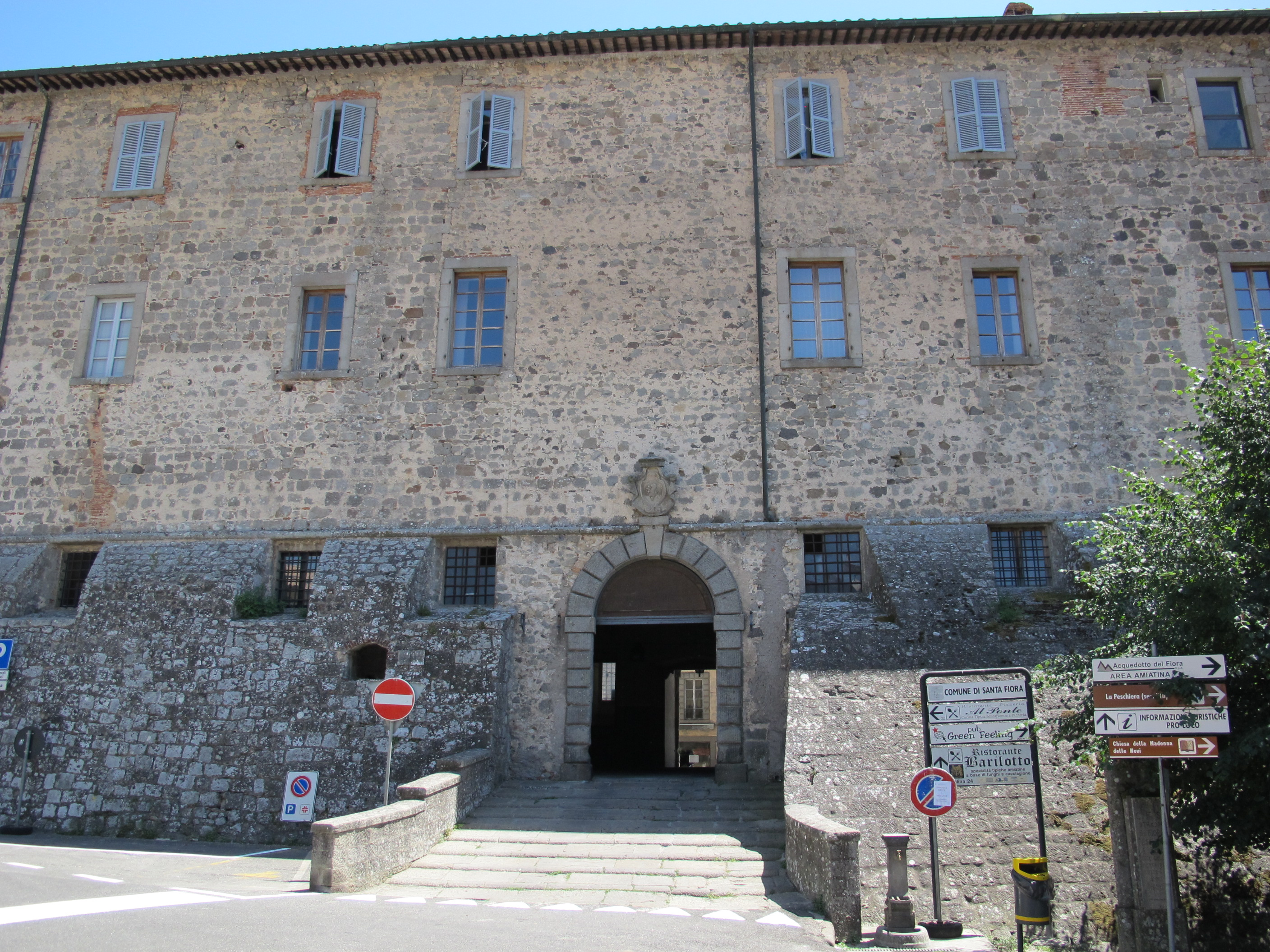
Santa Fiora, Palazzo Sforza Cesarini: prospetto posteriore

Al momento della ripartizione, la contea fu assegnata a Bonifacio e includeva, oltre alla "capitale" Santa Fiora, le località di Castell'Azzara, Selvena (insediamento della Rocca Silvana), Arcidosso, Semproniano, Scansano, Magliano in Toscana, Istia d'Ombrone, Roccastrada, l'Isola del Giglio e Castiglione d'Orcia.
Nel corso del Trecento i senesi riuscirono a conquistare l'Isola del Giglio, Roccastrada, Istia d'Ombrone, Magliano in Toscana, Selvena, Arcidosso e Castiglione d'Orcia; nel 1410, inoltre, espugnarono anche il centro di Semproniano che, da allora, entrò a far parte anch'esso nella repubblica di Siena.
Da allora, la contea di Santa Fiora limitò le proprie ambizioni territoriali nell'ambito toscano, cioè al capoluogo, a Castell'Azzara e Scansano, mentre nell'attuale territorio laziale possedeva i borghi di Onano e Proceno. Nonostante il territorio fosse gradualmente sempre più ristretto per la politica aggressiva di Siena, questo feudo fu molto più longevo rispetto alla più vasta contea di Sovana.
Soltanto nel 1439 l'intera contea fu ereditata dagli Sforza, in seguito del matrimonio tra Bosio I Sforza e Cecilia Aldobrandeschi, una delle tre figlie di Guido che, non avendo avuto prole maschile, fu di fatto l'ultimo conte. Da quell'anno in poi, il piccolo "Stato" diverrà per quasi due secoli la contea sforzesca.
Nel 1471 Santa Fiora riconobbe con un trattato l'alta sovranità della repubblica di Siena, pur rimanendo indipendente.
Nel 1624 quasi tutta la contea fu annessa al granducato di Toscana, mentre i paesi di Onano e Proceno passarono sotto lo Stato della Chiesa.
Nel 1633 il conte Mario II vendette la sovranità del feudo a Ferdinando II de' Medici, ricevendo però immediatamente, di nuovo, il controllo dello stesso come feudatario del granduca, mentre nel 1789 la contea passò direttamente sotto il dominio degli Asburgo-Lorena.

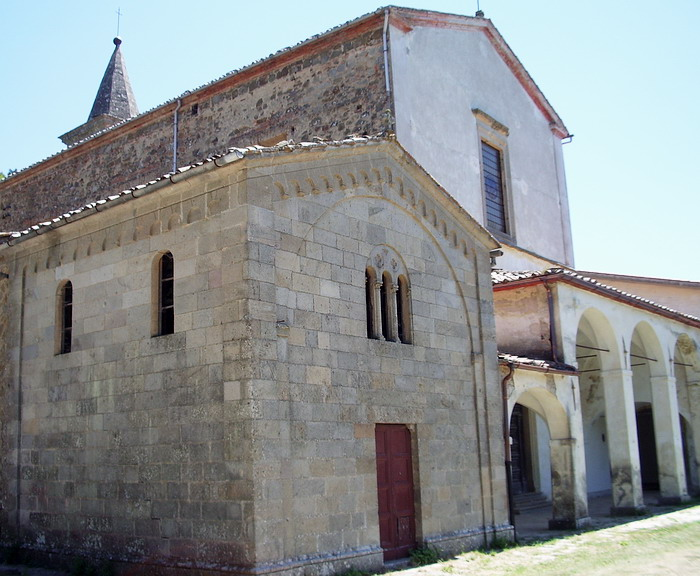
Il convento della Selva (Santa Fiora)

Alle falde del monte Calvo, nel 1488, il conte di Santa Fiora Guido II, sostenuto dalla consorte Francesca Farnese, fece costruire il convento e la chiesa della Santissima Trinità, in località Selva, dove poi vorrà essere sepolto, lasciando ai religiosi un sostanzioso legato.
Il francescano Giovanni Battista Da Cutigliano, nel 1646, scrisse una relazione in cui asseriva che il suddetto feudatario, in loco per una battuta di caccia, uccise un mostruoso rettile che si presume infestasse la zona, lasciando alla comunità metà della testa che venne esposta sulla porta della cappella della Trinità.
Negli anni trenta dell'Ottocento il parroco della Selva don Pietro Coppi descrisse il singolare animale in un resoconto, rammentando come fosse privo dei denti, lungo quindici soldi e largo sette. Il conte Sforza era assai devoto al santuario e lo visitava spesso con i familiari.
Il convento, fino alla soppressione napoleonica del 1810, custodiva testimonianze dei signori Luciani (che avevano assistito all'uccisione del "drago", come veniva definito) e di alcuni ministri del conte: recentemente la testa della bestia viene mostrata in una teca.
Significativa era la presenza ebraica nella contea di Santa Fiora: le prime testimonianze risalgono alla seconda metà del XV secolo, mentre il ghetto fu istituito nel 1714, quando ormai il feudo era assoggettato, già da circa ottanta anni, al granducato di Toscana.
I conti risiedevano nel palazzo di Santa Fiora, nella residenza estiva di villa Sforzesca (Castell'Azzara) e nella dimora di Genzano di Roma. Il luogo principale di sepoltura era nella pieve delle Sante Flora e Lucilla.
Il matrimonio di Federico II Sforza con Livia Cesarini, infine, fece sì che il loro figlio Gaetano unisse i cognomi e i suoi discendenti amministreranno quello che era rimasto dell'antica contea fino al decreto napoleonico del 1806.

## Conti di Santa Fiora (1216-1806)

L'arme degli Sforza-Cesarini

## Conti di Santa Fiora (1216-1806)[9]
| N° | Titolo   | Nome                      | Dal  | Al   | Consorte e Note                                    |
| 1  | Conte    | Bonifacio Aldobrandeschi  | 1216 | 1229 |                                                    |
| 2  | Conte    | Ildebrandino (X)          | 1229 | 1283 |                                                    |
| 3  | Conte    | Ildebrandino (XII)        | 1283 | 1331 |                                                    |
| 4  | Conte    | Stefano                   | 1331 | 1346 |                                                    |
| 5  | Conte    | Senese                    | 1346 | 1386 |                                                    |
| 6  | Conte    | Guido I                   | 1386 | 1438 | Elisabetta Salimbeni                               |
| 7  | Contessa | Cecilia Aldobrandeschi    | 1438 | 1451 | Bosio I Sforza, fratellastro di Francesco I Sforza |
| 8  | Conte    | Bosio I Sforza            | 1439 | 1476 | Vedovo della contessa Cecilia Aldobrandeschi       |
| 9  | Conte    | Guido II                  | 1476 | 1508 | Francesca Farnese                                  |
| 10 | Conte    | Federico I                | 1508 | 1517 | Bartolomea Orsini di Pitigliano                    |
| 11 | Conte    | Bosio II                  | 1517 | 1535 | Costanza Farnese                                   |
| 12 | Conte    | Sforza I                  | 1535 | 1575 | Luisa Pallavicino, Caterina Nobili                 |
| 13 | Conte    | Mario I                   | 1575 | 1591 | Fulvia Conti                                       |
| 14 | Conte    | Alessandro I              | 1591 | 1631 | Eleonora Orsini di Bracciano                       |
| 15 | Conte    | Mario II                  | 1631 | 1658 | Renata di Lorena                                   |
| 16 | Conte    | Ludovico I                | 1658 | 1685 | Artemisia Colonna, Adelaide di Thianges            |
| 17 | Conte    | Francesco I               | 1685 | 1707 | Dorotea Tocco                                      |
| 18 | Conte    | Federico II               | 1707 | 1712 | Livia Cesarini                                     |
| 19 | Conte    | Gaetano I Sforza-Cesarini | 1712 | 1727 | Vittoria Conti                                     |
| 20 | Conte    | Sforza Giuseppe I         | 1727 | 1744 | Maria Francesca Giustiniani                        |
| 21 | Conte    | Filippo I                 | 1744 | 1764 | Anna Maria Colonna Barberini                       |
| 22 | Conte    | Gaetano II                | 1764 | 1776 | Teresa Caracciolo, Marianna Caetani                |
| 23 | Conte    | Francesco II              | 1776 | 1806 | Geltrude Conti; ultimo conte sovrano.              |